# Crepis verticillata
Crepis verticillata är en mossdjursart som beskrevs av Harmer 1926. Crepis verticillata ingår i släktet Crepis och familjen Chlidoniidae. Inga underarter finns listade i Catalogue of Life.